# Zdenka Novak
Zdenka Novak, slovenska pianistka, * 5. marec 1934, Murska Sobota.

## Življenje in delo
Novakova je leta 1959 diplomirala na zagrebški glasbeni akademiji in 1964 končala podiplomski študij na ljubljanski AG ter se nato glasbeno izpopolnjevala še v Salzburgu, Kölnu in Varšavi. V letih 1959−1965 je poučevala igranje klavirja na srednji glasbeni šoli v Mariboru ter od 1965-1990 na AG v Ljubljani, od 1975 kot redni redna profesorica. Imela je več koncertov tako doma kot v tujini.